# Rumigny, Ardeni
Rumigny je naselje in občina v severnem francoskem departmaju Ardeni regije Šampanja-Ardeni. Leta 1999 je naselje imelo 368 prebivalcev.

## Geografija
Kraj se nahaja na severu pokrajine Šampanje v bližini meje s sosednjo regijo Pikardijo, 40 km zahodno od središča departmaja Charleville-Mézières.

## Uprava
Rumigny je sedež istoimenskega kantona, v katerega so poleg njegove vključene še občine Antheny, Aouste, Aubigny-les-Pothées, Blanchefosse-et-Bay, Bossus-lès-Rumigny, Cernion, Champlin, L'Échelle, Estrebay, La Férée, Flaignes-Havys, Le Fréty, Girondelle, Hannappes, Lépron-les-Vallées, Liart, Logny-Bogny, Marby, Marlemont, Prez, Rouvroy-sur-Audry in Vaux-Villaine s 3.894 prebivalci.
Kanton je sestavni del okrožja Charleville-Mézières.
1. ↑  »Populations légales 2016«. Nacionalni inštitut za statistične in gospodarske raziskave. Pridobljeno 25. aprila 2019.